# الاحتجاجات الكردية في العراق 2011
كانت الاحتجاجات الكردية في العراق عام 2011 سلسلة من المظاهرات وأعمال الشغب ضد حكومة إقليم كردستان العراق. شهدت المنطقة المتمتعة بالحكم الذاتي احتجاجات متزامنة مع الاحتجاجات العراقية عام 2011 والربيع العربي. كانت الاحتجاجات الكردية العراقية مرتبطة أيضًا بالاحتجاجات الكردية عام 2011 في تركيا ووالاحتجاجات الإيرانية 2011-2012، فضلًا عن مرحلة الانتفاضة المدنية في سوريا قبل الحرب الأهلية.

## الخلفية
ولكونها مستوحاة من الربيع العربي، فقد دعت حركة التغيير الكردية، وهي حزب معارض رئيسي، إلى استقالة الحكومة وحل حكومة إقليم كردستان. لقد انتقدت الأحزاب الحاكمة والمعارضة الحركة لأنها تسببت في اضطرابات لا داعي لها. قال قباد طالباني إنه لا حاجة لحل الحكومة «على عكس تونس ومصر هناك عملية سياسية مفتوحة مع معارضة حية في كردستان». ومع هذه الانتقادات، استمرت الحركة من أجل التغيير في تنظيم المظاهرات.

## الاحتجاجات

### السليمانية
اندلعت الاحتجاجات في إقليم كردستان العراق المتمتع بالحكم الذاتي، لا سيما في مدينة السليمانية حيث تجمع حشد من 3000 متظاهر ضد الفساد والظلم الاجتماعي. تحولت التظاهرات إلى أعمال عنف عندما حاولت مجموعة من المتظاهرين اقتحام مقر الحزب الديمقراطي الكردستاني ورشق المبنى بالحجارة. رد حراس الأمن بإطلاق النار على الحشد عدة مرات لتفريقهم مما أسفر عن مقتل شخصين وإصابة 47 آخرين. تحملت حركة التغيير المسؤولية عن التظاهرات لكنها قالت إنها لا علاقة لها باقتحام المبنى ونددت بالهجوم على المقر.
في الأسابيع التالية، اتسعت المظاهرة ووصلت ذروتها إلى 7000 متظاهر. ونظمت مظاهرة اعتصامية واحتل متظاهرون ساحة الحرية (سراي آزادي باللغة الكردية) في السليمانية. تجمع حوالي 400 متظاهر في الساحة المركزية في السليمانية، لكن أصيب 50 على الأقل عندما بدأ بعض المتظاهرين، حسبما زُعم، في مهاجمة الشرطة بالعصي والحجارة، مما أدى إلى اندلاع أعمال شغب. انضم زعماء دينيون وأحزاب معارضة أخرى إلى المتظاهرين. اشتبكت قوات الأمن مع المتظاهرين عدة مرات وسقط من الطرفين ضحايا مما أدى إلى مقتل عشرة أشخاص.

### القمع
في 19 أبريل، اقتحمت قوات الأمن الساحة الرئيسية في السليمانية لفرض النظام ومنع المزيد من المظاهرات. نجحت القوات الأمنية في قمع المظاهرات. تم نشر قوات الأمن في جميع أنحاء المحافظة مما أدى إلى سلام غير مستقر بين السلطات والمدنيين.

### البرلمان
دعت المعارضة إلى اقتراح بحجب الثقة عن حكومة رئيس الوزراء برهم صالح. تم رفض الاقتراح بأغلبية 67 مقابل 28. قالت المعارضة إنها لا تتوقع تمرير الاقتراح لكنها أرادت إعطاء إشارة رمزية. رد برهم صالح بالقول إن النقاش «أتاح فرصة لعرض الإنجازات والتحديات وجدول الأعمال لتوسيع الإصلاحات. [نحن] يجب أن نستمع إلى أصوات الناس».

## رد الفعل
- مسعود بارزاني: بعد أسبوع من الاحتجاجات رد رئيس إقليم كردستان مسعود بارزاني على المتظاهرين قائلًا إن لكل فرد الحق في الاحتجاج ما دام سلميًا.[15]
- جلال طالباني: قال الرئيس العراقي الذي يعتمد دعم حزبه على مدينة السليمانية، في مقابلة إن «مطالب الجماهير ملهمة ومشروعة».[16]
- منظمة العفو الدولية: دعت إلى إنهاء حملة القمع قائلة: «يجب على السلطات العراقية إنهاء استخدام الترهيب والعنف ضد أولئك العراقيين الذين يطالبون سلميًا بإجراء إصلاحات سياسية واقتصادية».[17]
- هيومن رايتس ووتش: انتقدت السلطات قائلة: «في الوقت الذي تندلع فيه مطالب الشرق الأوسط بإنهاء القمع، تحاول السلطات الكردية خنق وترهيب الصحافة الناقدة».[18]

## اتصالات إقليمية
أعرب المتظاهرون الأكراد في كردستان العراق عن تضامنهم مع الأشقاء في سوريا وتركيا، حيث ساعدهم الاستقلال النسبي للمنطقة على توفير نوع من الملاذ الآمن للقادة الأكراد واللاجئين. بعد استقلال جنوب السودان في شرق إفريقيا، اقترح بعض أكراد العراق أن يكون نموذج حصول جنوب السودان سلميًا وديمقراطيًا وأن يكون الاستقلال عن السودان الذي يهيمن عليه العرب نموذجًا للسكان الأكراد في الشرق الأوسط.